# شکارگیر سرخ غربی
شکارگیر سرخ غربی (نام علمی: Austrogomphus gordoni) نام یک گونه از سرده شکارگیرها است.